# Митаги-Казмаляр
Митаги́-Казмаля́р — село в Дербентском районе Республики Дагестан. Образует муниципальное образование «село Митаги-Казмаляр» со статусом сельского поселения, как единственный населённый пункт в его составе. Центр одноимённого сельсовета с 2005 года.

## География
Селение расположено на склоне горы Джалган, в 12 км к западу от районного центра Дербент и в 6 км к югу от города Дагестанские Огни.

## История
Образовано в 1990-х годах, путём объединения сёл Митаги-Казмаляр 1 (ранее Митаги Верхний Казмаляр) и Митаги-Казмаляр 2 (ранее Митаги Нижний Казмаляр).

## Население
| 2002  | 2010  | 2012  | 2013  | 2014  | 2015  | 2016  |
| ----- | ----- | ----- | ----- | ----- | ----- | ----- |
| 1127  | ↗1176 | ↗1209 | ↗1226 | ↗1233 | ↗1238 | ↗1249 |
| 2017  | 2018  | 2019  | 2020  | 2021  | 2023  | 2024  |
| ↗1272 | ↗1282 | ↗1300 | ↗1303 | ↗1512 | ↗1557 | ↗1596 |
| 2025  |       |       |       |       |       |       |
| ↗1691 |       |       |       |       |       |       |

| Год                                         | 1926 | 1939 | 1970 | 1989 |
| ------------------------------------------- | ---- | ---- | ---- | ---- |
| Митаги-Казмаляр 1 (Митаги Верхний Казмаляр) | 186  | 247  | 380  | 624  |
| Митаги-Казмаляр 2 (Митаги Нижний Казмаляр)  | 90   | 104  | 148  | 249  |

Национальный состав
По результатам Всероссийской переписи населения 2021 года:
| Народ         | Численность, чел. | Доля от всего населения, % |
| ------------- | ----------------- | -------------------------- |
| азербайджанцы | 1422              | 94,05 %                    |
| табасараны    | 73                | 4,83 %                     |
| другие        | 17                | 1,12 %                     |
| всего         | 1512              | 100 %                      |